# Lista de vencedores do prêmio Jogador Jovem do Ano da PFA

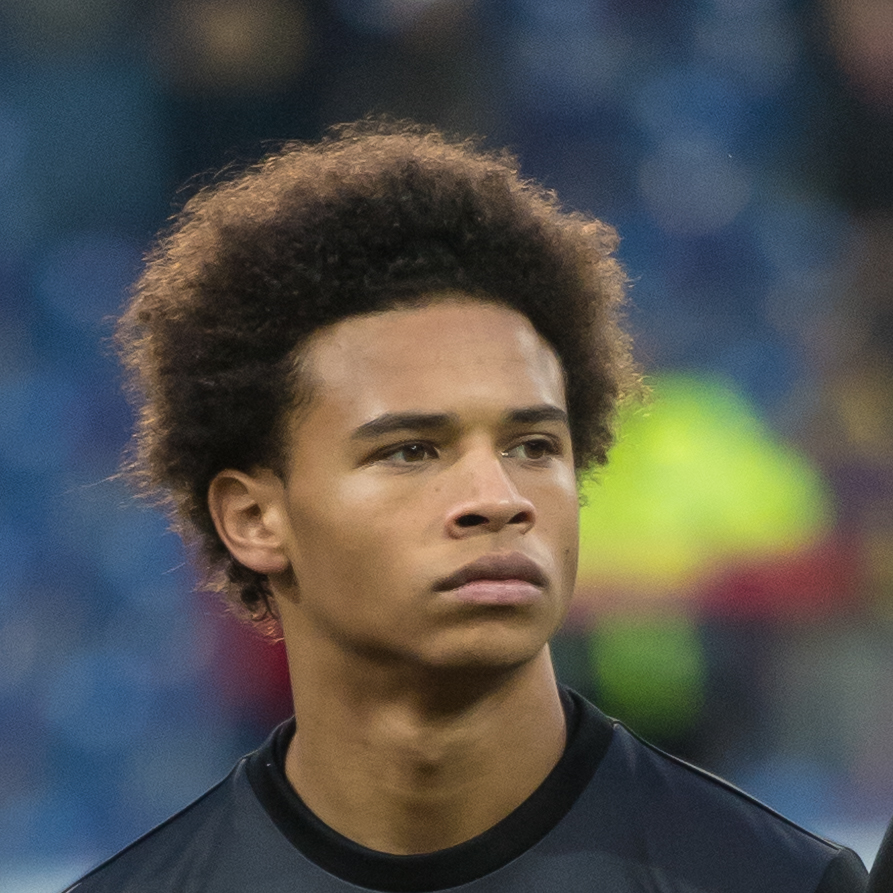
Leroy Sané foi o vencedor do prêmio na temporada 2017–18.

O Jovem Jogador do Ano pela PFA (oficialmente Professional Footballers' Association Young Player of the Year, ainda conhecido como PFA Young Player of the Year ou simplesmente Young Player of the Year) é um prêmio anual concedido ao jogador de 23 anos de idade ou menos que é eleito como o melhor do ano no futebol inglês. O prêmio é apresentado desde a temporada 1973-74 e o vencedor é escolhido por votação entre os membros do sindicato dos jogadores, a Professional Footballers' Association (PFA). Para escolha dos vencedores, cada membro da associação vota em dois jogadores durante a primavera europeia. A lista de nomeados é publicada em abril e o vencedor do prêmio, juntamente com os vencedores de outras premiações anuais, é anunciado em um evento em Londres, alguns dias depois. Embora o prêmio seja aberto a jogadores de todas as divisões, todos os vencedores até à data atuam na principal  divisão do sistema de ligas de futebol inglês.
O atual detentor é Dele Alli, que ganhou o prêmio jogando pelo Tottenham Hotspur. O primeiro vencedor foi o zagueiro inglês Kevin Beattie, do Ipswich Town. Até 2012, apenas Ryan Giggs, Robbie Fowler e Wayne Rooney venceram o prêmio em duas ocasiões, com os três vencendo-os consecutivamente. Mervyn Day, do West Ham United, é o único goleiro premiado. Embora concorram ao Jovem Jogador do Ano, os futebolistas são elegíveis para concorrer ao prêmio principal e, em três ocasiões, o mesmo atleta ganhou em ambas as categorias numa mesma temporada, Andy Gray em 1976–77, Cristiano Ronaldo em 2006–07 e Gareth Bale em 2012–13.

## Vencedores
O prêmio foi apresentado em 40 ocasiões até 2013, com 37 vencedores diferentes. O quadro também indica o clube onde o jogador vencedor ganhou e se também venceu um ou mais dos outros prêmios de "jogador do ano" no futebol inglês, como Futebolista do Ano da PFA (PPY), Futebolista Inglês do Ano pela FWA (FWA)[carece de fontes?] e Jogador do ano dos Fãs (FPY).

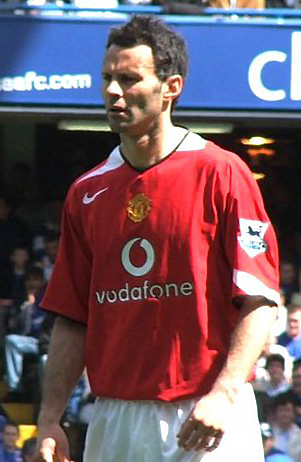
Ryan Giggs foi o primeiro jogador a vencer duas vezes.

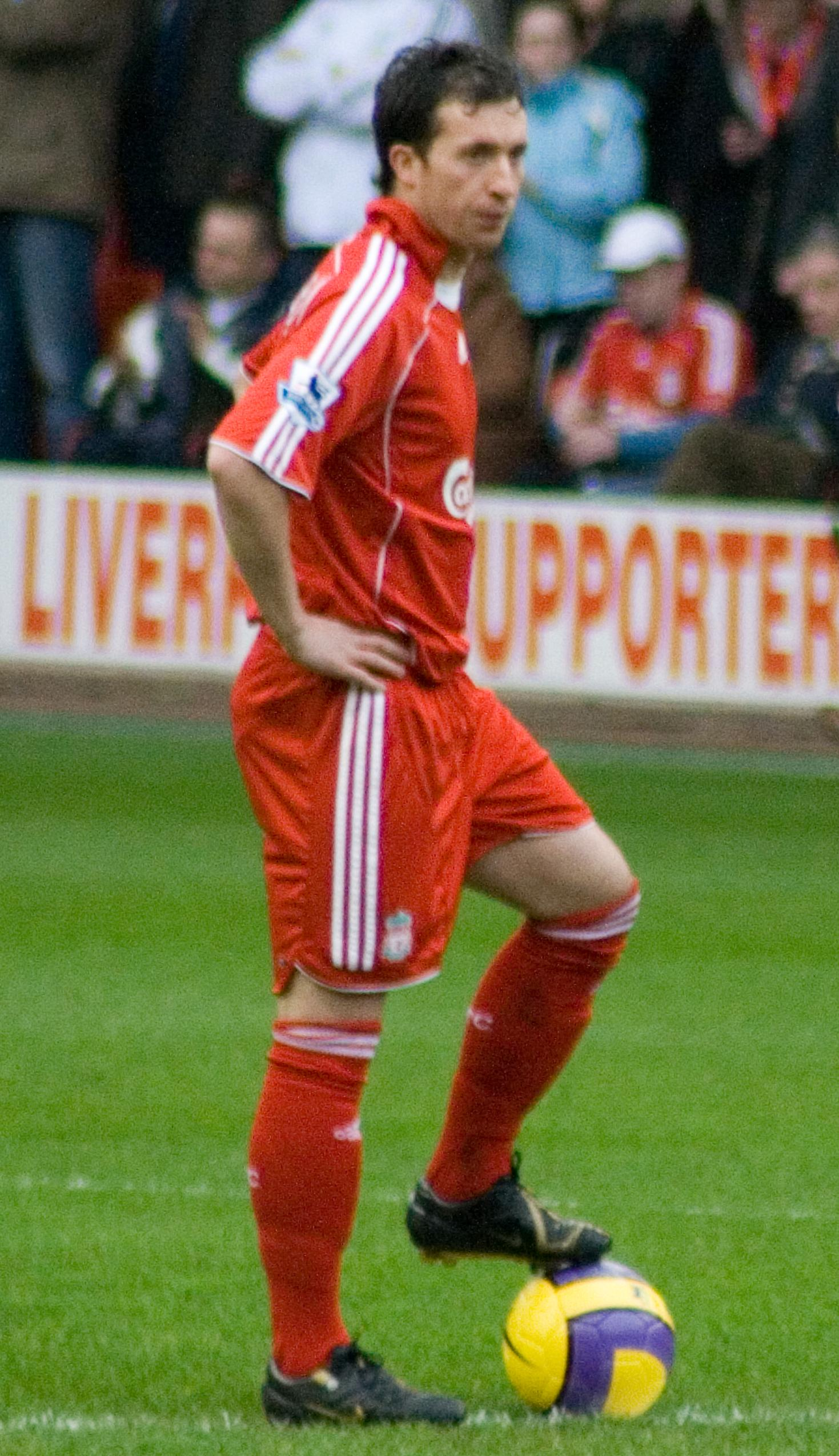
Robbie Fowler foi o segundo jogador a vencer duas vezes.

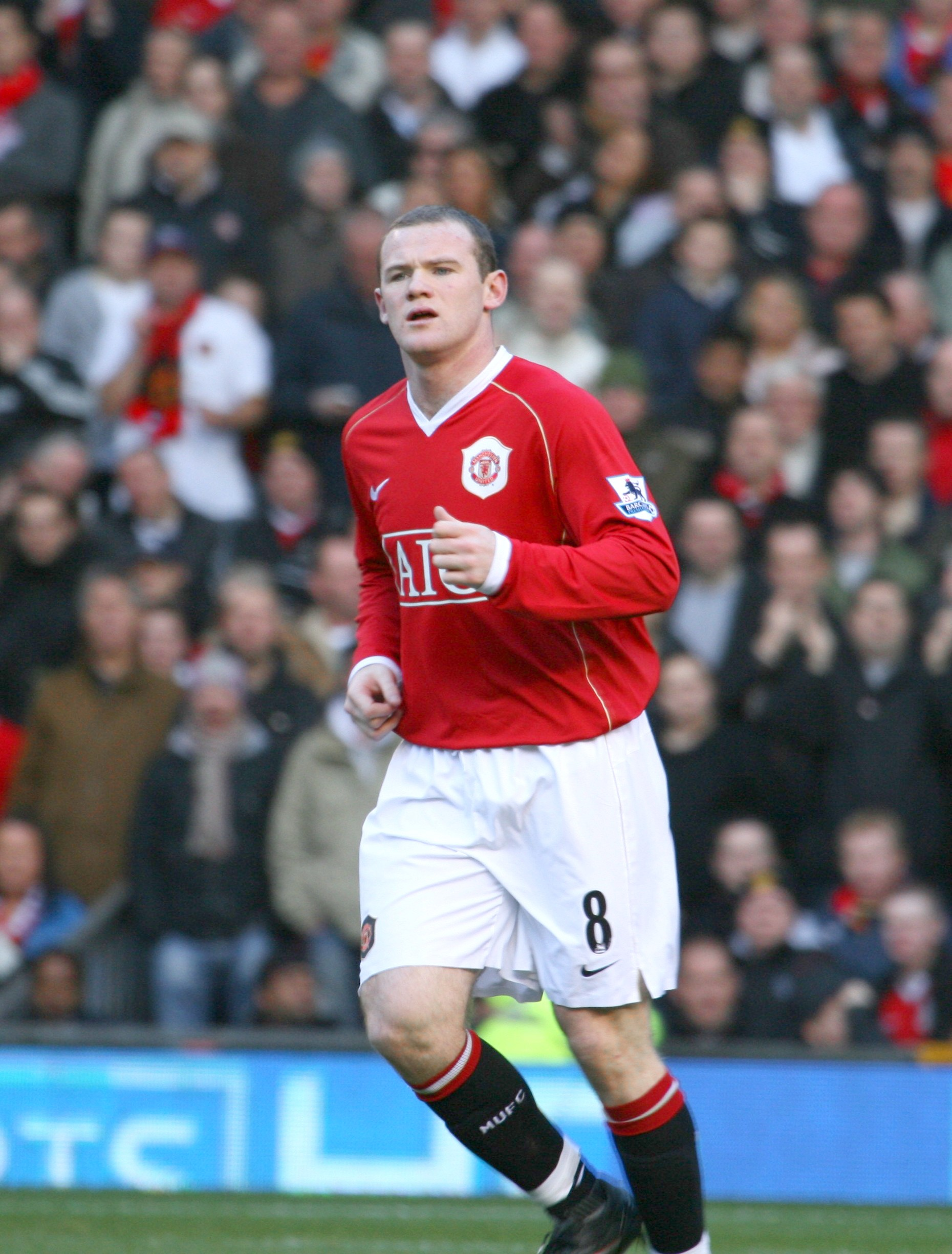
Wayne Rooney foi o terceiro jogador a vencer por duas temporadas consecutivas.

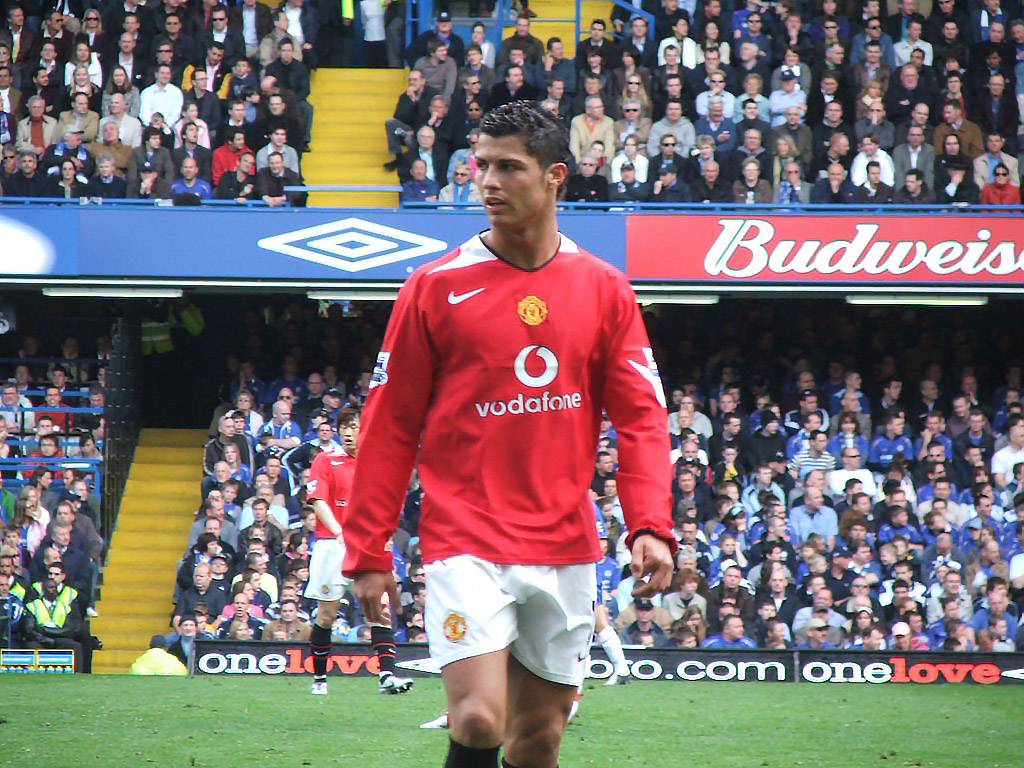
Cristiano Ronaldo foi o primeiro jogador português a vencer o prêmio.

| Temporada | Jogador            | Clube                     | Outros        | Notas      |
| --------- | ------------------ | ------------------------- | ------------- | ---------- |
| 1973–74   | Kevin Beattie      | Ipswich Town              |               |            |
| 1974–75   | Mervyn Day         | West Ham                  |               | [ nota 1 ] |
| 1975–76   | Peter Barnes       | Manchester City           |               |            |
| 1976–77   | Andy Gray          | Aston Villa               | PPY           | [ nota 2 ] |
| 1977–78   | Tony Woodcock      | Nottingham Forest         |               |            |
| 1978–79   | Cyrille Regis      | West Bromwich             |               | [ nota 3 ] |
| 1979–80   | Glenn Hoddle       | Tottenham                 |               |            |
| 1980–81   | Gary Shaw          | Aston Villa               |               |            |
| 1981–82   | Steve Moran        | Southampton               |               |            |
| 1982–83   | Ian Rush           | Liverpool                 |               |            |
| 1983–84   | Paul Walsh         | Luton Town                |               |            |
| 1984–85   | Mark Hughes        | Manchester United         |               |            |
| 1985–86   | Tony Cottee        | West Ham                  |               |            |
| 1986–87   | Tony Adams         | Arsenal                   |               |            |
| 1987–88   | Paul Gascoigne     | Newcastle                 |               |            |
| 1988–89   | Paul Merson        | Arsenal                   |               |            |
| 1989–90   | Matthew Le Tissier | Southampton               |               |            |
| 1990–91   | Lee Sharpe         | Manchester United         |               |            |
| 1991–92   | Ryan Giggs         | Manchester United         |               |            |
| 1992–93   | Ryan Giggs         | Manchester United         |               | [ nota 4 ] |
| 1993–94   | Andy Cole          | Newcastle                 |               |            |
| 1994–95   | Robbie Fowler      | Liverpool                 |               |            |
| 1995–96   | Robbie Fowler      | Liverpool                 |               |            |
| 1996–97   | David Beckham      | Manchester United         |               |            |
| 1997–98   | Michael Owen       | Liverpool                 |               |            |
| 1998–99   | Nicolas Anelka     | Arsenal                   |               | [ nota 5 ] |
| 1999–00   | Harry Kewell       | Leeds United              |               | [ 9 ]      |
| 2000–01   | Steven Gerrard     | Liverpool                 | FPY           | [ 10 ]     |
| 2001–02   | Craig Bellamy      | Newcastle                 |               | [ 11 ]     |
| 2002–03   | Jermaine Jenas     | Newcastle                 |               | [ 12 ]     |
| 2003–04   | Scott Parker       | Charlton Athletic Chelsea |               | [ 13 ]     |
| 2004–05   | Wayne Rooney       | Manchester United         |               | [ 14 ]     |
| 2005–06   | Wayne Rooney       | Manchester United         | FPY           | [ 5 ]      |
| 2006–07   | Cristiano Ronaldo  | Manchester United         | PPY, FWA, FPY | [ nota 6 ] |
| 2007–08   | Cesc Fabregas      | Arsenal                   |               | [ 15 ]     |
| 2008–09   | Ashley Young       | Aston Villa               |               | [ 16 ]     |
| 2009–10   | James Milner       | Aston Villa               |               | [ 17 ]     |
| 2010–11   | Jack Wilshere      | Arsenal                   |               | [ 18 ]     |
| 2011–12   | Kyle Walker        | Tottenham                 |               | [ 19 ]     |
| 2012–13   | Gareth Bale        | Tottenham                 | PPY, FWA      |            |
| 2013–14   | Eden Hazard        | Chelsea                   |               | [ 20 ]     |
| 2014–15   | Harry Kane         | Tottenham                 |               |            |
| 2015–16   | Dele Alli          | Tottenham                 |               |            |
| 2016–17   | Dele Alli          | Tottenham                 |               |            |
| 2017–18   | Leroy Sané         | Manchester City           |               |            |
| 2018–19   | Raheem Sterling    | Manchester City           | FWA           |            |
| 2019-20   | Kevin De Bruyne    | Manchester City           | FWA           |            |
| 2020-21   | Kevin De Bruyne    | Manchester City           |               |            |
| 2021-22   | Mohamed Salah      | Liverpool                 | FWA, FPY      |            |
| 2022-23   | Ërling Haaland     | Manchester City           | FWA, FPY      |            |
| 2023-24   | Phil Foden         | Manchester City           | FWA           |            |

## Composição dos vencedores

### Por país
| País          | Vítória | Anos Vencedor |
| ------------- | ------- | --- |
| Inglaterra    | 34      | 1973–74, 1974–75, 1975–76, 1977–78, 1978–79, 1979–80, 1980–81, 1981–82, 1983–84, 1985–86, 1986–87, 1987–88, 1988–89, 1989–90, 1990–91, 1993–94, 1994-95, 1995–96, 1996–97, 1997–98, 2000–01, 2002–03, 2003–04, 2004–05, 2005–06, 2008–09, 2009–10, 2010–11, 2011–12, 2014–15, 2015–16, 2016–17, 2018–19, 2023-24 |
| País de Gales | 6       | 1982–83, 1984–85, 1991–92, 1992–93, 2001–02, 2012–13 |
| Bélgica       | 3       | 2013–14, 2019-20, 2020-21 |
| Escócia       | 1       | 1976–77 |
| França        | 1       | 1998–99 |
| Austrália     | 1       | 1999–2000 |
| Portugal      | 1       | 2006–07 |
| Espanha       | 1       | 2007–08 |
| Egito         | 1       | 2021-22 |
| Noruega       | 1       | 2022-23 |

### Por clube
| País              | Vitória | Anos Vencedor                                                          |
| ----------------- | ------- | ---------------------------------------------------------------------- |
| Manchester United | 8       | 1984–85, 1990–91, 1991–92, 1992–93, 1996–97, 2004–05, 2005–06, 2006–07 |
| Manchester City   | 7       | 1975–76, 2017-18, 2018-19, 2019-20, 2020-21, 2022-23, 2023-24          |
| Liverpool         | 6       | 1982–83, 1994–95, 1995–96, 1997–98, 2000–01, 2021-22                   |
| Tottenham         | 6       | 1979–80, 2011–12, 2012–13, 2014–15, 2015–16, 2016–17                   |
| Arsenal           | 5       | 1986–87, 1988–89, 1998–99, 2007–08, 2010–11                            |
| Aston Villa       | 4       | 1976–77, 1980–81, 2008–09, 2009–10                                     |
| Newcastle         | 4       | 1987–88, 1993–94, 2001–02, 2002–03                                     |
| West Ham          | 2       | 1974–75, 1985–86                                                       |
| Southampton       | 2       | 1981–82, 1989–90                                                       |
| Chelsea           | 2       | 2003–04, 2013–14                                                       |
| Ipswich Town      | 1       | 1973–74                                                                |
| Nottingham Forest | 1       | 1977–78                                                                |
| West Bromwich     | 1       | 1978–79                                                                |
| Luton Town        | 1       | 1983–84                                                                |
| Leeds United      | 1       | 1999–00                                                                |